# David Good

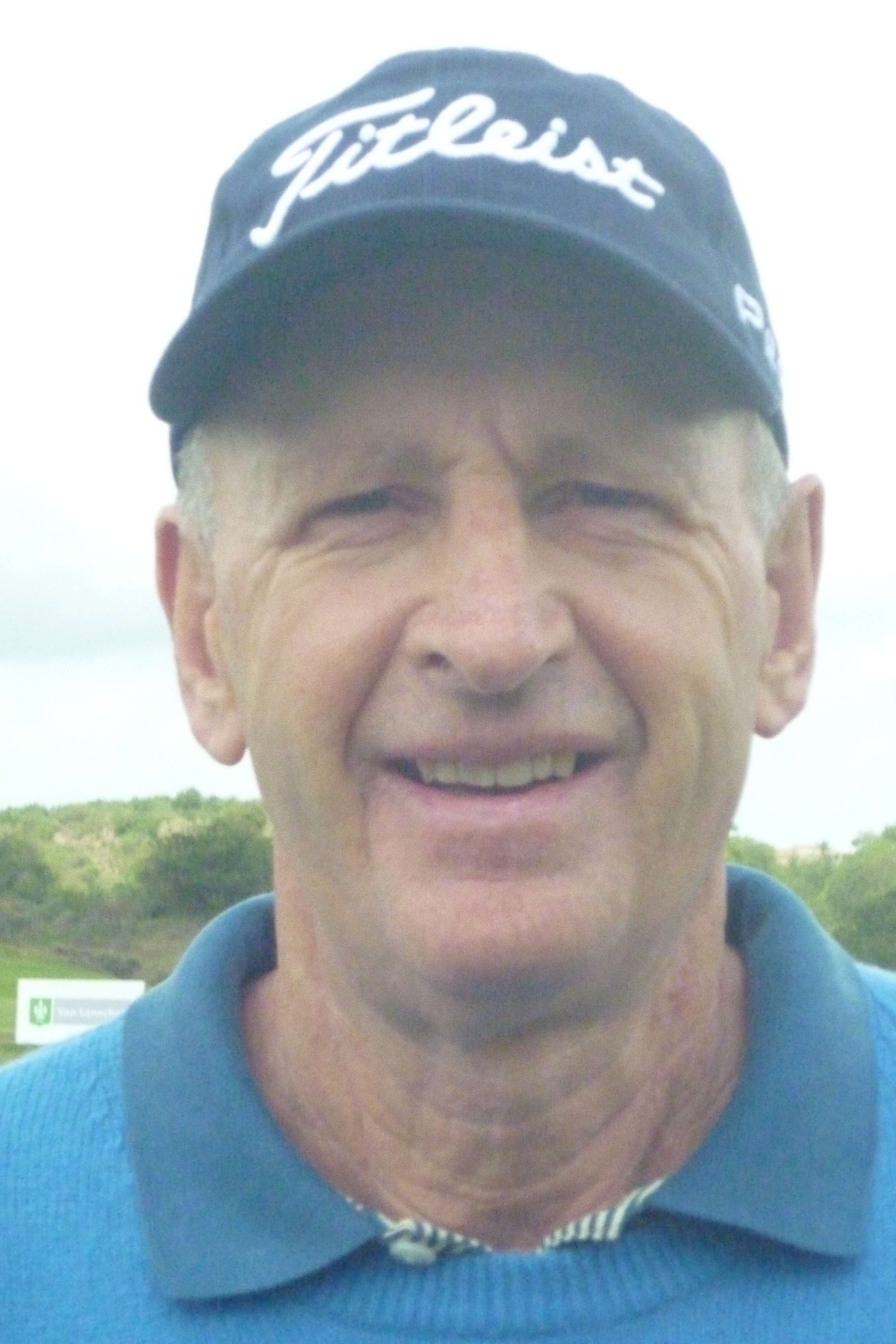

David Good (Devonport, 18 december 1947) is een professioneel golfer uit Australië.
David Wood werd in 1971 professional en speelde de eerste jaren ook enkele toernooien op de net gestarte Europese PGA Tour. In 1989 richtte hij een eigen bedrijf op, Rapier Golf, waar hij golfclubs maakte.
David Good speelt sinds 2000 op de Europese Senior Tour. In 2001 behaalde hij zijn eerste overwinning: de Legends in Golf op golfbaan Crayenstein.
Van 2002 - 2004 had hij medische problemen en moest hij verschillende keren aan zijn aderen worden geopereerd. Tussen de operaties door speelde hij, en in 2003 behaalde hij zijn tweede en laatste overwinning, het Open op de El Kantaoui GC in Tunesië. Zijn beste seizoen was in 2004, met dertien top 10-plaatsen, en een 6de plaats op de Order of Merit.

## Gewonnen
- 2001:  Legends in Golf op Golfbaan Crayestein
- 2003:  Tunisian Seniors Open

## Teams
- World Cup: 1977